# Латимерієві
Латимерієві (Latimeriidae) — родина лопатеперих риб ряду Целакантоподібні (Coelacanthiformes). Родина містить низку викопних та 2 сучасних види — латимерія коморська і латимерія індонезійська, що поширені в Індійському океані.

## Класифікація
- Родина Латимерієві (Latimeriidae)
  - †Foreyia  Cavin, Mennecart, Obrist, Costeur & Furrer, 2017
  - †Holophagus Egerton, 1861
  - †Undina Münster, 1834
  - †Libys Münster, 1842
  - †Macropoma Agassiz, 1843
  - †Macropomoides
  - †Megacoelacanthus Schwimmer et al., 1994
  - Латимерія (Latimeria) Smith, 1939